# Межигорецька сільська рада
Межигоре́цька сільська́ ра́да (до 2015 року — Межигірська) — адміністративно-територіальна одиниця та орган місцевого самоврядування в Галицькому районі Івано-Франківської області. Адміністративний центр — село Межигірці.

## Історія
Утворена 21 лютого 1995 року.

## Загальні відомості
- Територія ради: 10,874 км²
- Населення ради: 638 осіб (станом на 2001 рік)

## Населені пункти
Сільській раді підпорядковані населені пункти:
- с. Межигірці

## Склад ради
Рада складається з 12 депутатів та голови.
- Голова ради:
- Секретар ради: Хребтик Світлана Олексіївна

### Керівний склад попередніх скликань
| Прізвище, ім'я, по батькові     | Основні відомості                                    | Дата обрання | Дата звільнення |
| ------------------------------- | ---------------------------------------------------- | ------------ | --------------- |
| Обливана Олександра Ярославівна | Сільський голова, 1965 року народження, позапартійна | 26.03.2006   | 31.10.2010      |

Примітка: таблиця складена за даними сайту Верховної Ради України

### Депутати
За результатами місцевих виборів 2010 року депутатами ради стали:

#### За суб'єктами висування
| Суб'єкт висування | Кількість обраних депутатів | %    |
| ----------------- | --------------------------- | ---- |
| Самовисування     | 10                          | 83,3 |
| Партія регіонів   | 2                           | 16,7 |

#### За округами
| № округу        | Прізвище, ім'я, по батькові  | Дата визнання обраним | Освіта             | Партійна приналежність | Відомості про обраного депутата                   |
| --------------- | ---------------------------- | --------------------- | ------------------ | ---------------------- | ------------------------------------------------- |
| Партія регіонів |                              |                       |                    |                        |                                                   |
| 1               | Леочко Анатолій Петрович     | 01.11.2010            | середня спеціальна | позапартійний          | УЕГГ, газозварювальник                            |
| 10              | Ярицька Люба Михайлівна      | 01.11.2010            | середня            | позапартійна           | тимчасово не працює                               |
| Самовисування   |                              |                       |                    |                        |                                                   |
| 2               | Кернякевич Степан Семенович  | 01.11.2010            | середня            | позапартійний          | тимчасово не працює                               |
| 3               | Кернякевич Степан Іванович   | 01.11.2010            | середня            | позапартійний          | пенсіонер                                         |
| 4               | Хрептик Світлана Олексіївна  | 01.11.2010            | середня спеціальна | позапартійна           | Межигірська сільська рада, секретар               |
| 5               | Кучма Ганна Степанівна       | 01.11.2010            | середня            | позапартійна           | пенсіонер                                         |
| 6               | Богомазова Світлана Іванівна | 01.11.2010            | вища               | позапартійна           | підприємець                                       |
| 7               | Зеленяк Степан Федорович     | 01.11.2010            | середня            | позапартійний          | тимчасово не працює                               |
| 8               | Духній Петро Михайлович      | 01.11.2010            | середня            | позапартійний          | ВАТ «Івано-Франківськ цемент», підприємець        |
| 9               | Щербан Степан Ярославович    | 01.11.2010            | середня            | позапартійний          | тимчасово не працює                               |
| 11              | Городецький Андрій Іванович  | 01.11.2010            | вища               | позапартійний          | ВАТ «Івано-Франківськ цемент», головний бухгалтер |
| 12              | Ярицький Михайло Васильович  | 01.07.2012            | середня            | позапартійний          | ВАТ «Івано-Франківськ цемент», водій              |